# Оксфорд (Њу Џерзи)
Оксфорд (енгл. Oxford) насељено је место без административног статуса у америчкој савезној држави Њу Џерзи.

## Демографија
По попису из 2010. године број становника је 1.090, што је 1.193 (-52,3%) становника мање него 2000. године.
| Група             | 2000.         | 2010.         |
| Белци             | 2.152 (94,3%) | 1.042 (95,6%) |
| Афроамериканци    | 28 (1,2%)     | 2 (0,2%)      |
| Азијати           | 12 (0,5%)     | 8 (0,7%)      |
| Хиспаноамериканци | 80 (3,5%)     | 29 (2,7%)     |
| Укупно            | 2.283         | 1.090         |